# Bilănești
Bilănești falu Romániában, Erdélyben, Fehér megyében. Közigazgatásilag Aranyosszohodol községhez tartozik.

## Fekvése
Aranyosszohodol közelében fekvő település.

## Története
Bilăneşti korábban Aranyosszohodol része volt, 1956 körül vált külön 206 lakossal.
1966-ban 152, 1977-ben 157, 1992-ben 144, 2002-ben pedig 154 román lakosa volt.